# Jordi Alba
Jordi Alba Ramos (født 21. marts 1989 i L'Hospitalet de Llobregat) er en spansk fodboldspiller, der spiller som venstreback i den amerikanske fodboldliga Major League Soccer for klubben Inter Miami. Han har tidligere optrådt for Valencia. Albas kendetegn er hans hurtighed samt hans evne til at agere kantspiller såvel som venstre back.

## Klubkarriere
Alba blev født i byen L'Hospitalet de Llobregat ved Barcelona. Han startede med at spille fodbold i FC Barcelonas ungdomsafdeling i 1998, og skiftede som 16-årig, i 2005 til naboklubben UE Cornellà. Her spillede han i knap to år, inden han i 2007 blev hentet til Valencia CF. Her spillede han i sæsonen 2007-08 for klubbens andethold i landets fjerdebedste række, og var med til at sikre oprykning. Fra starten af sæsonen 2008-09 blev han udlejet til Gimnàstic, der på daværende tidspunkt spillede i Segunda División. Jordi Alba fik 24 kampe fra start, og blev i alt registeret for 35 kampe og fire mål for klubben. Jordi Alba startede med at spille angriber i Valencia. Efter han kom til Barca blev han til venstre back
Da Alba i sommeren 2009 kom retur til Valencia blev han tilknyttet klubbens førstehold. Den 13. september 2009 debuterede han for klubben i La Liga, da han var med til at vinde 4-2 over Real Valladolid. Han var i slutningen af maj 2012 noteret for 74 ligakampe og fem mål for Valencia. I Valencia blev Alba både benyttet som kantspiller såvel som venstre back.
Den 28. juni 2012 offentliggjorde FC Barcelona at de havde købt Jordi Alba af Valencia, for 14 millioner euro.
Inter Miami
I juli 2023 skrev Alba kontrakt med Inter Miami på en halvanden årig aftale indtil december 2024. Alba spiller med sine tidligere holdkammerater Lionel Messi og Sergio Busquets i klubben.

## Landshold
Jordi Alba kom på det spanske U/19 landshold i 2009, da der skulle spilles U-19 Europamesterskabet i Tjekkiet. Fra 2008 til 2011 spillede han fire kampe for Spaniens U/21-fodboldlandshold.
Han fik debut for Spaniens fodboldlandshold den 11. oktober 2011 i en EM-kvalifikationskamp mod Skotland. I maj 2012 blev Jordi Alba af landstræner Vicente del Bosque udtaget til den 23-mands trup, der skulle spille ved Europamesterskabet i fodbold 2012 i Ukraine og Polen. Han havde på dette tidspunkt i alt spillet fire kampe for nationalmandskabet. Alba var med til at vinde turneringen, da han spillede i alle holdets seks kampe, og han scorede ét mål i finalesejren på 4-0 over Italien.